# Tomáš Drucker
Tomáš Drucker (* 20. července 1978 Bratislava) je slovenský právník, manažer a politik, od října 2023 ministr školství, výzkumu, vývoje a mládeže SR ve čtvrté vládě Roberta Fica, v letech 2016 až 2018 ministr zdravotnictví SR ve třetí vládě Roberta Fica a v roce 2018 krátce ministr vnitra SR ve vládě Petera Pellegriniho.

## Život
Tomáš Drucker vystudoval aplikovanou informatiku a průmyslovou automatizaci na Slovenské technické univerzitě v Bratislavě, také Právnickou fakultu Trnavské univerzity v Trnavě a v roce 2023 vystudoval MSc. program Sloan Masters in Leadership and Strategy na London Business Univesity.[zdroj?] V letech 1997 až 2002 pracoval ve společnosti Gratex International, v letech 2004 až 2012 pak v konzultační společnosti IQUAP.
Od roku 2006 začal také působit ve státních firmách. V letech 2006 až 2007 byl členem představenstva VOP Nováky, v letech 2010 a 2012 pak členem dozorčí řady společnosti JAVYS. Od roku 2012 zastával funkci generálního ředitele a předsedy představenstva Slovenské pošty.

### Politické působení
Dne 23. března 2016 byl jmenován slovenským prezidentem Andrejem Kiskou – jako nestraník navržený vládní stranou SMER – sociálna demokracia – ministrem zdravotnictví ve třetí vládě Roberta Fica. Jeho nástup do čela ministerstva zdravotnictví doprovázely personální změny ve vyšším managementu slovenských státních institucí. Poté, co vláda Roberta Fica podala v důsledku vraždy Jána Kuciaka demisi, se Drucker stal ministrem vnitra v nové vládě Petera Pellegriniho. Po třech týdnech ve funkci podal v dubnu 2018 demisi se zdůvodněním, že nechce dále polarizovat veřejnost, která po Kuciakově vraždě požadovala odvolání policejního prezidenta Tibora Gašpara, Drucker ale k jeho odvolání neviděl důvod aniž by došlo k hlubším změnám v policii, které požadoval. Ve funkci ho po krátkém působení premiéra Pellegriniho nahradila Denisa Saková.
V říjnu 2019 založil politickou stranu Dobrá voľba, v čele jejíž kandidátky kandidoval v parlamentních volbách v roce 2020. Strana zanikla v říjnu 2023 sloučením se stranou HLAS – sociálna demokracia.
V říjnu 2023 se stal ministrem školství, výzkumu, vývoje a mládeže ve čtvrté vládě Roberta Fica.

### Osobní život
Jeho chotí je Lucia Druckerová, se kterou se zná již od zhruba šesti let věku.